# Trogloiulus minimus
Trogloiulus minimus är en mångfotingart som beskrevs av Manfredi 1935. Trogloiulus minimus ingår i släktet Trogloiulus och familjen kejsardubbelfotingar. Inga underarter finns listade i Catalogue of Life.